# Choreutis stereocrossa
Choreutis stereocrossa là một loài bướm đêm thuộc họ Choreutidae. Loài này có ở Mozambique.